# MonarC Entertainment
MonarC Entertainment bylo hudební vydavatelství založené v roce 2002 americkou zpěvačka Mariah Carey. Jméno souvisí s její oblibou motýlů (Monarch butterfly). Jediná alba vydaná s labelem Monarc Entertainment byla v roce 2002 Charmbracelet a v roce 2003 The Remixes.
V létě 2004 svůj label Carey zrušila, protože ho již nepotřebovala a její další nahrávky byly vydávány pod Island Records.